# Ratusz w Pasłęku
Ratusz w Pasłęku – ratusz miejski w Pasłęku, przy ulicy Bolesława Chrobrego pochodzi z XIV wieku, przebudowany został w poł. XV w., XVI w. i w 1650 roku. Został zniszczony podczas II wojny światowej i odbudowany w latach 1959-1961. W budynku mieści się m.in. Biblioteka Pedagogiczna. 
Ratusz jest budynkiem piętrowym z poddaszem, doświetlonym okienkami i pokrytym dwuspadowym dachem z czerwonej dachówki. Późnorenesansowe szczyty pochodzą z 1556 roku. Od jednej strony posiada podcień, wsparty na trzech kolumnach. 